# ژان فرانسوا دوئی
ژان فرانسوا دوئی (انگلیسی: Jean-François Douis؛ زادهٔ ۳ مهٔ ۱۹۵۰) بازیکن فوتبال اهل فرانسه است.